# Ich bin meine eigene Frau
 Ich bin meine eigene Frau  (Jo sóc la meva pròpia dona) és una pel·lícula alemanya del 1992 dirigida per Rosa von Praunheim. La pel·lícula, un documental dramàtic, segueix la història de Charlotte von Mahlsdorf, una dona transgènere d'Alemanya de l'Est que va sobreviure als nazis; la repressió dels comunistes i va ajudar a iniciar el moviment d'alliberament LGBT. La pel·lícula es basa en l'autobiografia de Mahlsdorf: Ich bin meine eigene Frau, publicada el 1992, publicada en anglès com I Am My Own Woman (1995) i I Am My Own Wife (2004).

## Argument
La dona transgènere Charlotte von Mahlsdorf explica incidents de la seva vida agitada. Ara ja gran, dirigeix el Museu Gründerzeit, complint el seu somni de viure com a dona de principis del segle xx. Escenes de la seva vida es dramatitzen. Dos actors interpreten a la jove i de mitjana edat Charlotte i ella s'interpreta a si mateixa en la vellesa.
La vida va ser difícil per a Charlotte, que va créixer com a Lothar Berfelde a l'Alemanya nazi durant la Segona Guerra Mundial. Nen efeminat, a Lothar li agradava netejar i treure la pols a casa d'un besoncle benèvol; el seu primer desig de viure com a dona finalment va trobar una sortida en unes vacances a Prússia Oriental a la casa de la "tia" Luise, un home transgènere, que permetia als joves provar vestits femenins i vestir-se a casa com a noia, i va deixarllegir a Lothar el llibre El travestit del doctor Magnus Hirschfeld. La Luise també respecta la privadesa del jove quan el troba fent sexe al graner amb un noi de granja.
De tornada a Berlín, després de la mort d'un besoncle, el jove Lothar es troba a la mercè del seu brutal pare. Tractant de salvar la seva mare i ell mateix dels càstigs i amenaces del seu pare, Lothar mata el seu pare, un crim pel qual és avaluat psiquiàtricament i empresonat. La derrota d'Alemanya durant la guerra i la invasió aliada allibera el nen. Deambulant pel carrer de Berlín, amb prou feines s'escapa de ser assassinat com a desertor pels soldats alemanys.
El 1946 Lothar s'ha identificat com un ésser femení en un cos masculí. Ara viu a temps complet com a dona amb el nom de Charlotte von Mahlsdorf, "Charlotte" o "Lottchen" semblant a Lothar, i Mahlsdorf referint-se a la secció de Berlín on viu. S'instal·la al destruït castell de Friedrishfelde i passa anys intentant restaurar-lo. Però finalment, és expulsada per les autoritats d'Alemanya de l'Est. Treballa com a domèstica a la casa d'Herbert von Zitzenau, un oficial eqüestre d'edat avançada, i és seduïda pel seu amo i inicien una relació sexual. Explica que preferia que els amants grans se sentissin protegits per ells com ho feien les dones. Aquell afer va durar uns anys fins que la salut de Zitzenau va decaure i va morir.
Tot i que la vida dels gais és difícil sota el règim comunista d'Alemanya de l'Est, ells troben el seu camí. En un lavabo públic Charlotte coneix a Joechen, un amant amb qui podria ser una dona real. La seva relació amb el joc de rol sadomasoquista va durar 27 anys fins a la mort de Joechen.
Durant més de 30 anys Charlotte aconsegueix viure la seva vida com a dona a Alemanya de l'Est. Conserva tot el contingut del primer (i únic durant molts anys) bar gai de Berlín Est, després que el govern de la RDA tanqués el bar i enderroqués l'edifici. El seu contingut va ser traslladat al Museu Gründerzeit de Mahlsdorf dirigit per Charlotte i una parella de lesbianes. El 1989, l'anciana Charlotte, molt activa, fa un paper a la primera pel·lícula gai d'Alemanya de l'Est: Coming Out de Heiner Carow. La seva estrena coincideix amb la caiguda del Mur de Berlín. Però fins i tot en una Alemanya unificada, Charlotte ha d'enfrontar-se a molts problemes. El govern alemany pren el Museu Gründerzeit i el seu contingut de les mans de Charlotte i ella i els seus amics gais són atacats per neonazis durant la primera trobada conjunta entre gais i lesbianes Est-Oest. L'any 1992 el seu treball és reconegut quan rep la Creu de l'Ordre del Mèrit del govern per promoure la causa de la llibertat sexual.

## Repartiment
Dos actors interpreten la jove i de mitjana edat Charlotte, i ella s'interpreta a si mateixa en els darrers anys.
- Charlotte von Mahlsdorf - Ella mateixa
- Jens Taschner – Lothar de 15 a 17 anys
- Ichgola Androgyn - Charlotte de 20 a 40 anys
- Robert Dietl - Herbert von Zitzenau